# Marcel Brossel
Marcel Brossel was een Belgische atleet, die gespecialiseerd was in het hordelopen en het hoogspringen. Hij werd op twee nummers in totaal tweemaal Belgisch kampioen.

## Biografie
Brossel werd in 1913 Belgisch kampioen in het hoogspringen en op de 110 m horden. Tijdens een interland België-Zweden won hij de 110 m horden in 16,0 s. Daarmee evenaarde hij het Belgische record van Wilhelm Martin.
Brossel was aangesloten bij Cercle Athlétique Spa.

## Belgische kampioenschappen
| Onderdeel    | Jaar |
| ------------ | ---- |
| 110 m horden | 1913 |
| hoogspringen | 1913 |

## Persoonlijke records
| Onderdeel    | Prestatie      | Datum        | Plaats  |
| ------------ | -------------- | ------------ | ------- |
| 110 m horden | 16,0 s (ex-NR) | 13 juli 1913 | Brussel |

## Palmares

### 110 m horden
- 1912:  BK AC
- 1913:  BK AC - 16,2 s
- 1913: 1e Interland België-Zweden - 16,0 s (NR)

### hoogspringen
- 1913:  BK AC - 1,70 m